# Караван-сарай шах Аббаса (Гянджа)
Караван-сарай шаха Аббаса — караван-сарай, построенный в Гяндже по приказу шаха Аббаса. Был связан подземными дорогами с баней «Чёкяк хамам» и мечетью шаха Аббаса.
Памятник включен в список недвижимых памятников истории и культуры государственного значения решением № 132 Кабинета Министров Азербайджанской Республики от 2 августа 2001 года.

## История

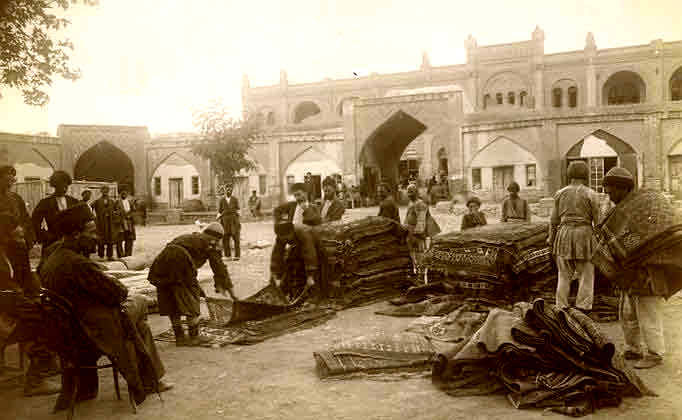
Караван-сарай в XIX веке

Строительство караван-сарая было начато в 1606 году по приказу шаха Аббаса Сефеви. Проектированием и строительством здания руководил Шейх Бахаддин. Двухэтажное здание из обожжённого красного кирпича было сдано в эксплуатацию в 1613-1614 гг.
В середине XIX века русский поэт Яков Полонский останавливался на несколько дней в караван-сарае шаха Аббаса во время посещения Гянджи. Позднее, в 1847 году, он опубликовал своё впечатление о городе и об этом караван-сарае в очерке «Гянджа», опубликованном в 21-м номере газеты «Закавказский вестник».
В 1905 году во время армяно-татарской резни, был сожжён и этот караван-сарай, памятник сильно пострадал.

### После апрельской оккупации
После взятия Азербайджана большевиками караван-сарай действовал до 1930 года. В 1970-х годах в караван-сараях шаха Аббаса и Угурлу-хана под руководством художника Джаваншира Мамедова были проведены сложные художественно-оформительские, реставрационные работы. Позже в караван-сарае были созданы музей «Азербайджанская миниатюра» и музей женского творчества «Мехсети Гянджеви». На фасаде здания была установлена статуя поэтессы Мехсети Гянджеви.

### После восстановления независимости
Памятник включён в список недвижимых памятников истории и культуры государственного значения решением № 132 Кабинета министров Азербайджанской Республики от 2 августа 2001 года.
В здании караван-сарая некоторое время располагался Гянджинский гуманитарный колледж. В 2011 году стартовали реставрационные работы караван-сарая. В строительно-реставрационных работах был использован миллион штук красного кирпича, произведённого в Шеки. В ремонтных работах, как и в XVII веке, в основном использовалась смесь извести и песка. В целях сохранения исторического облика караван-сарая, который в советское время несколько раз подвергался несуразному ремонту, ранее построенные пристройки были снесены. Было завершено укрепление исторического памятника, отремонтированы поврежденные части, построены коммуникационные линии. Заменена крыша караван-сарая, отреставрирована правая стена фасада, грозившая обрушиться, а всем кельям и помещениям здания был возвращён прежний вид.
Караван-сарай шаха Аббаса был отреставрирован вместе с прилегающим к нему караван-сараем Угурлу-хана. Оба караван-сарая в общей сложности имеют 120 комнат, коридор площадью 900 м², 4 внутренних и 3 внешних входа. После реставрации функционирует как гостиничный комплекс. В 2024 году Азербайджанская дипломатическая академия заявила, что планирует открыть в караван-сарае филиал своего университета.

## Архитектурные особенности
Караван-сарай имеет четырёхугольную форму. Имеет два двора, на заднем дворе вдоль здания посажены чинары. Центральная часть здания состоит из восьми небольших арочных балконов, а по бокам — больших арочных балконов. В караван-сарае есть подвал, кухня, малая и большая комнаты для гостей, конюшня для вьючных животных, чайхана под открытым небом во дворе, многочисленные кладовые и складские помещения.
Первый этаж здания состоит из 17 больших арок. На первом этаже внутри правой и левой стен были проделаны конусообразные прорези для караула, а для освещения внутренних помещений использовались лампы и свечи. В этой части здания нет окон. Лестница на второй этаж состоит из 44 ступеней и находится внутри караван-сарая. Купол, образующий потолок высокого интерьера, где расположены ступени, имеет сетчатую композицию в форме восьмиконечной звезды. Также создано плотное, компактное соединение композиции с элементами орнамента центральной части купола. Элементы геометрического узора, распространяющиеся от центра к краям, снижают напряжение в композиции и придают ей лёгкость.
В караван-сарае 54 одноместных, 15 больших комнат, столовая, чайная, а также помещение, используемое для других целей, крыша и кладовые. Караван-сарай был связан подземными дорогами с баней «Чёкяк Хамам» и мечетью шаха Аббаса.